# Општина Шмартно об Паки
Општина Шмартно об Паки (словен. Šmartno ob Paki) је једна од општина Савињске регије у Словенији. Седиште општине је истоимено насеље Шмартно об Паки.

## Природне одлике
Рељеф: Општина Шмартно об Паки налази се у северном делу Словеније, односно у западном делу словеначке Штајерске. Средишњи део општине је у долини реке Паке. Западни и источни део општине је планински. На западу се издижу Савињски Алпи.
Клима: У нижем делу општине преовлађује умерено континентална клима, а у вишем делу њена оштрија, планинска варијанта.
Воде: Најважнији водоток у општини је река Пака. Сви остали водотоци су мали и њене су притоке.

## Становништво
Општина Шмартно об Паки је густо насељена.

## Насеља општине
| - Велики Врх - Гавце - Горење - Мали Врх - Пашка Вас | - Подгора - Речица об Паки - Скорно - Слатина - Шмартно об Паки |